# مدايا (ميانمار)
مدايا هي مدينة في منطقة ماندالاي بوسط ميانمار، وهي مقر بلدة مدايا، يقع على طول الطريق السريع الوطني 31 (طريق ماندالاي-ميتكيينا).[بحاجة لمصدر] تقع لامينغ في الجنوب الشرقي مباشرةً، ويرتبط نهر مدايا في المنطقة بقناة ماندالاي، ويعبر بلدة مدايا قطريًا لمسافة حوالي 30 ميلًا وينضم إلى نهر إيراوادي.

## التاريخ
في القرن الـ16، قامت عائلة غوي شان ببناء حاجز في قرية أوكبو. في 1 أكتوبر 1886، تم الإبلاغ عن وجود حامية محلية صغيرة في مدايا واللامينج القريبة وتعرضت المدينة للغزو في نفس الشهر.